# Copa da Escócia de 1983–84
A Copa da Escócia de 1983-84 foi a 99º edição do torneio mais antigo do futebol da Escócia. O campeão foi o Aberdeen F.C., que conquistou seu 5º título na história da competição ao vencer a final contra o Celtic F.C., pelo placar de 2 a 1.

## Premiação
| Copa da Escócia de 1983-84        |
| Escócia                           |
| --------------------------------- |
| Aberdeen F.C. Campeão (5º título) |